# Pays-Bas au Concours Eurovision de la chanson 2018
Les Pays-Bas sont l'un des quarante-trois pays participants du Concours Eurovision de la chanson 2018, qui se déroule à Lisbonne au Portugal. Le pays est représenté par Waylon et sa chanson Outlaw in 'Em, sélectionnés en interne par le diffuseur AVROTROS. Waylon termine finalement en 18e position lors de la finale, recevant un total de 121 points.

## Sélection
Les Pays-Bas ont annoncé leur participation le 15 août 2017. Il a ensuite été confirmé que le représentant serait de nouveau choisi en interne et révélé pendant le mois de novembre 2017. Finalement, le représentant néerlandais est annoncé publiquement le 9 novembre 2017 : il s'agit de Waylon, chanteur qui a déjà représenté le pays en 2014 en tant que membre du duo The Common Linnets. La chanson qu'il interprétera, intitulée Outlaw in 'Em, a été présentée le 2 mars 2018.

## À l'Eurovision
Les Pays-Bas ont participé à la deuxième demi-finale, le 10 mai 2018. Se classant 7e avec 174 points, le pays se qualifie pour la finale du 12 mai 2018, où il termine finalement 18e avec 121 points.